# Uscanoidea ovata
Uscanoidea ovata är en stekelart som beskrevs av Lin 1994. Uscanoidea ovata ingår i släktet Uscanoidea och familjen hårstrimsteklar. Inga underarter finns listade i Catalogue of Life.